# 维莱·迈凯莱
维莱·迈凯莱（芬蘭語：Wille Mäkelä，1974年3月2日—），芬兰男子冰壶运动员。他曾代表芬兰参加2002年和2006年冬季奥林匹克运动会冰壶比赛，其中2006年奥运会获得一枚银牌。